# Балбаков, Мурат Балбакович
Мурат Балбакович Балбаков (15 ноября 1936, с. Корумду, Иссык-Кульский район, Киргизская ССР, СССР — 15 декабря 2016) — советский и киргизский учёный-экономист, специалист по экономике сельского хозяйства. Профессор (1989), доктор экономических наук (1991), заслуженный экономист Кыргызской Республики (1992), член-корреспондент Национальной академии наук Киргизии.

## Биография
Закончил семилетнюю школу, после чего получил среднее образование в школе-интернате № 5 имени А. С. Пушкина города Фрунзе (Бишкек).
В 1958 году окончил Московскую сельскохозяйственную академию имени Тимирязева по специальности «Экономическая организация сельского хозяйства».
С 1958 по 1961 год работал младшим научным сотрудником и старшим экономистом в Институте экономики Академии наук Киргизской ССР. В 1964 году окончил аспирантуру того же института и защитил диссертацию, тема: «Производительность труда и пути её повышения в свекловичном производстве». Проработал в институте до 1983 года, став заведующим отделом.
С 1984 по 1985 годы — заместитель директора по науке Института пастбищ и кормов.
В 1985 году был назначен ректором Республиканской высшей школы управления агропромышленным комплексом.
В 1991 году защитил докторскую диссертацию: «Проблемы повышения производительности общественного труда в сельском хозяйстве Кыргызстана в условиях научно-технического прогресса (закономерности и тенденции роста)».
С 1992 года в дополнение к должности ректора был назначен исполнительным директором по подготовке менеджеров и предпринимателей в республиканском Центре агробизнеса.
В декабре 1992 года Указом Президента Кыргызской Республики был назначен заместителем председателя Высшей аттестационной комиссии (ВАК) при Правительстве Кыргызской Республики. В связи с преобразованием ВАК в Национальную аттестационную комиссию (НАК) при Президенте Кыргызской Республики в 1998 году вновь был назначен заместителем председателя НАК.
С октября 2003 года по 2011 год работал заведующим отделом, главным научным сотрудником Отдела теоретических основ развивающейся экономики Института экономики имени академика Дж. Алышбаева.
С 2011 по 2015 годы возглавлял диссертационный совет университета имени Ж. Баласагына.

## Научная и общественная деятельность
Основные научные труды посвящены экономике сельского хозяйства, после перестройки и распада СССР — также вопросам реализации рыночных отношений в аграрном секторе.
Автор более 150 научных работ, в том числе свыше 25 монографий и брошюр.
Под его руководством защищено более 50 докторских и кандидатских диссертаций.

## Основные работы
1. Пути повышения производительности труда в сельском хозяйстве Киргизии. Фрунзе, «Кыргызстан», 1967.
2. Сельскохозяйственное производство и научно-технический прогресс. Фрунзе, «Кыргызстан», 1978.
3. Качество труда и эффективность производства. Фрунзе, «Кыргызстан», 1987.
4. Труд и повышение производительности в условиях перехода к рыночным отношениям. Бишкек, 1992.
5. Основы рыночных отношений и их реализация в аграрном секторе экономики. Бишкек, 1992.

## Награды
- Лауреат Всесоюзного конкурса работ по общественным наукам и награждён дипломами ЦК ВЛКСМ, Президиума Академии наук СССР, Министерства высшего и средне-специального образования СССР (1970) — за монографию «Производительность труда в сельском хозяйстве Киргизии»
- Почётное звание «Заслуженный экономист Кыргызской Республики» (1991) — за большой личный вклад в развитие аграрно-экономической науки, подготовку научных кадров и высококвалифицированных специалистов
- Почётное звание «Заслуженный деятель науки Кыргызской Республики» (1997) — за заслуги в области науки